# Дух (призрак)
Вижте пояснителната страница за други значения на Дух.
Дух (привидение, призрак) в митологията и фантазията е изображение без носител, най-често олицетворяващо душата на починал човек или животно. Много източни религии, а и не само те, вярват в прераждането, а оттам и в духове. Духовете не преминават отвъд светлината, освен ако имат недовършени дела или някой ги е ядосал. Твърди се, че духовете имат сянка и някои хора имат способността да виждат сянката им.

## Способности, които се приписват на духовете
- оставят следи или надписи
- нападат хора и могат да ги наранят
- могат да се материализират и дематериализират
- преминават през стени и други материални предмети
- могат да летят във въздуха
- могат да издават звуци
- понижават температурата около себе си
- предизвикват смущения в работата на електрически уреди.
- животните, до които се е доближил призрак, започват да се държат странно
- могат да се вселяват в хората и животните
- имат сянка (някои хора имат способността да им виждат сянката)

## Духове и наука
Съвременната наука отхвърля съществуването на духове и подобни „паранормални“ явления. Научните обяснения за тях варират от халюцинации до измами и илюзии. С тези „явления“ се занимава псевдонауката парапсихология.

## Някои известни филми и сериали с или за духове
- Призрак (Ghost, 1990)
- Ловци на духове (Ghostbusters, 1984)
- Каспър (Casper de Brad Silberling, 1995)
- Шесто чувство (Sixth Sense, 1996)
- Другите (The Others, 2001)
- Шепот от отвъдното (Ghost whisperer, 2005 – 2010)
- Случки с духове (A Haunting, 2005)